# Naix-aux-Forges
 Naix-aux-Forges  là một xã thuộc tỉnh Meuse trong vùng Grand Est đông nam nước Pháp. Xã này nằm ở khu vực có độ cao trung bình 248 mét trên mực nước biển.